# ياسين جريدان
ياسين جريدان دكتور وسياسي جزائري. درس بالمدرسة المتعددة التكنولوجية بباريس. و تحصل منها على الدكتوراه. مدير مركز تنمية التكنولوجيا المتطورة. وزير المؤسسات الصغيرة والمؤسسات الناشئة واقتصاد المعرفة في يناير 2020 في حكومة جراد.

اثار الجدل عند حديثه حول مشروع الطاطسي الجوي الذي من شانه ربط المناطق الداخلية والصحراوية.